# VEC装甲偵察車
ペガソ VEC（スペイン語: Vehículo blindado de Exploración de Caballería）とは、スペインの装甲偵察車（装輪装甲車）である。

## 概要
VEC装甲車はBMR装甲兵員輸送車の派生形（BMR-625 VEC、もしくはペガソ 3562）として設計され、1980年にスペイン軍に制式採用された。
M242 ブッシュマスター 25 mmチェーンガンとMG3S 7.62 mm同軸機関銃を装備の砲塔を搭載したVEC-25と、D921 90 mm低圧砲とMG3S 7.62 mm同軸機関銃を装備のイスパノスイザ社製H90砲塔を搭載したVEC-90のヴァリエーションが存在する。
VECの機関砲装備型は元々ラインメタル Rh202 20mm機関砲を装備したVEC-20だったが、1987年に25mm機関砲のM242に換装しVEC-25となった。
VEC装甲車はBMR装甲兵員輸送車に対し、エンジンを車体前部右側から車体後部左側に移設し、車体後部右側には2名の偵察員が乗り込み、その内1名は後方を監視する。
車体前部左側に操縦手、砲塔に車長と砲手が配置される。車体後面右側には偵察員用の乗降扉がある。
車体は防弾アルミ板の溶接構造で、浮航能力を有し、水上ではタイヤの回転により時速3 kmで航行可能。オプションのウォータージェットを追加すれば時速9 km/hで航行可能。
車体前面にスペースド・アーマーを採用している。
1990年代後半に改良され、ディーゼルエンジンを「ペガソ 9157/8」から「スカニア DS9」に換装し、増加パッシヴ装甲を装着し、VEC-M1となる。
VEC装甲偵察車は、スペイン軍とガイアナ軍に運用されている。

## 比較
|              | BRDM-2               | ルクス                   | VEC                     | 87式偵察警戒車         |
| ------------ | -------------------- | ------------------------ | ----------------------- | ---------------------- |
| 画像         |                      |                          |                         |                        |
| 全長         | 5.75 m               | 7.74 m                   | 6.2 m                   | 5.99 m                 |
| 全幅         | 2.35 m               | 2.98 m                   | 2.5 m                   | 2.48 m                 |
| 全高         | 2.31 m               | 2.84 m                   | 2.51 m                  | 2.80 m                 |
| 重量         | 7.7 t                | 19.5 t                   | 13.75 t                 | 15.0 t                 |
| 最高速度     | 100 km/h             | 90 km/h                  | 99 km/h                 | 100 km/h               |
| 水上浮航能力 | 〇                   | 〇                       | 〇                      | ×                      |
| 乗員数       | 4名                  | 4名                      | 5名                     | 5名                    |
| 主武装       | KPV 14.5mm重機関銃×1 | MK 20 Rh202 20mm機関砲×1 | M242 25mmチェーンガン×1 | KBA-B02 25mm機関砲×1   |
| 副武装       | PKT 7.62mm機関銃×1   | MG3 7.62mm機関銃×1       | MG3 7.62mm機関銃×1      | 74式車載7.62mm機関銃×1 |

## ギャラリー

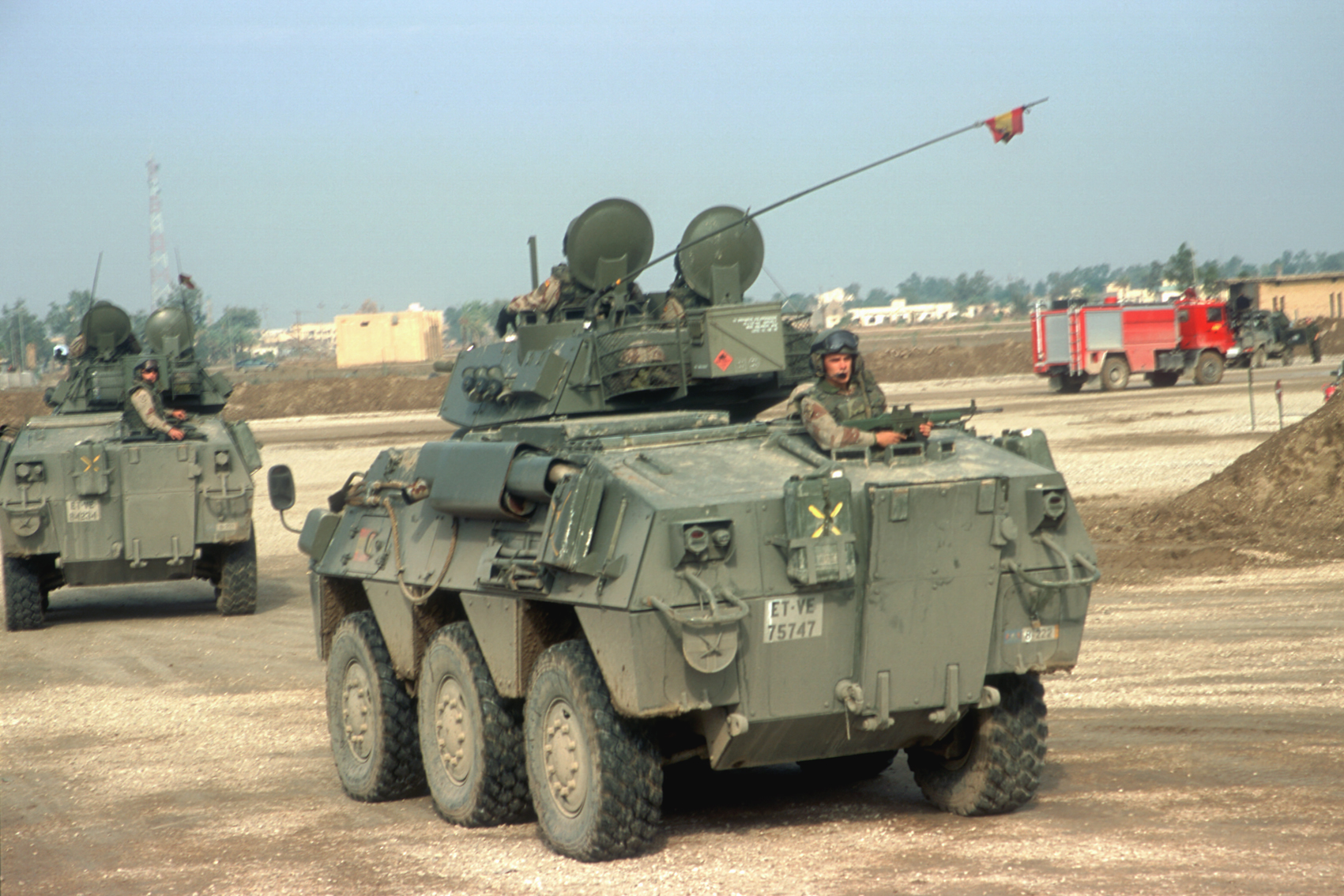
後部から見たVEC装甲偵察車。後部に偵察員用の乗降用ハッチがある。
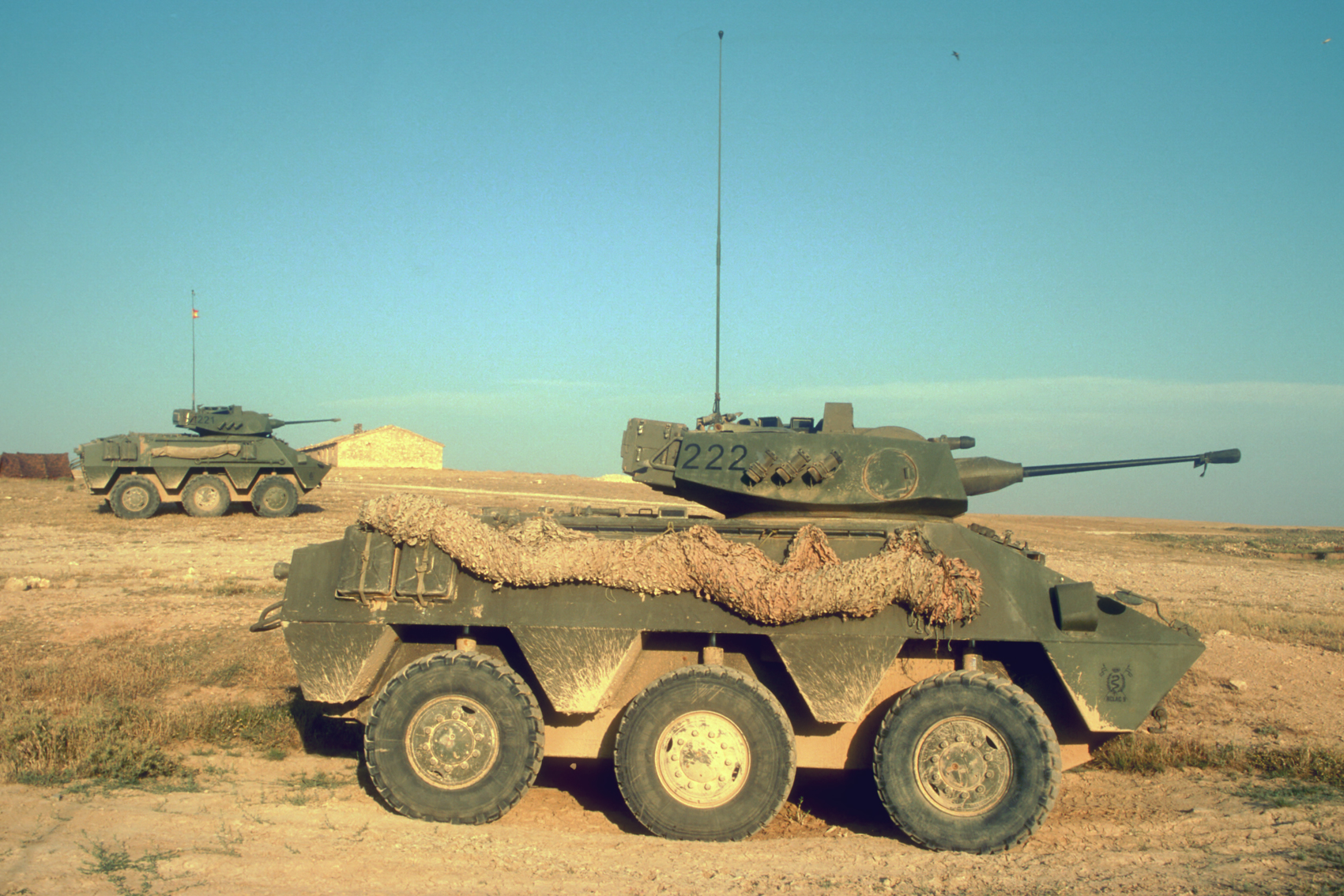
右側面。